# Großwilfersdorf

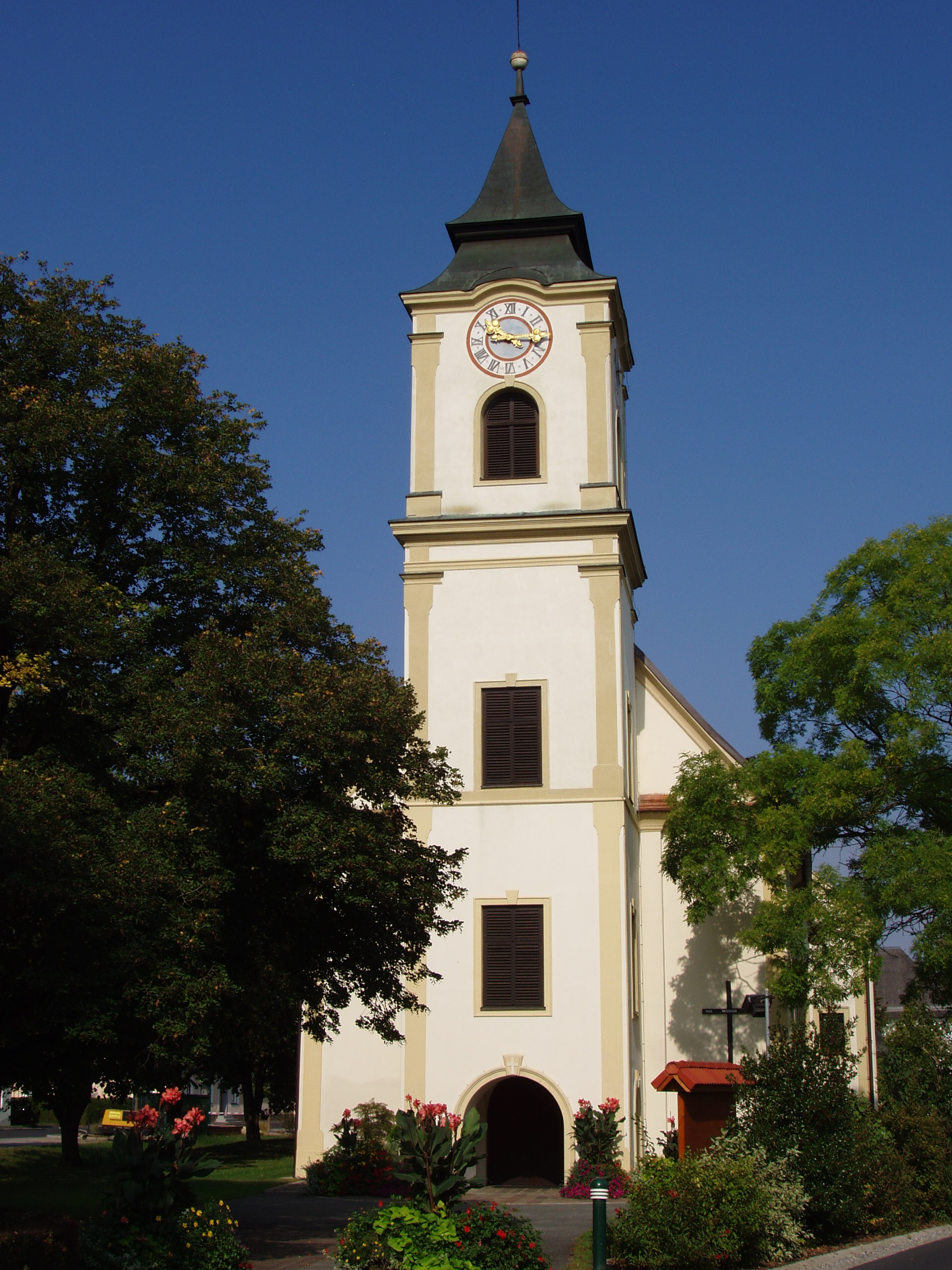

Großwilfersdorf é um município da Áustria, situado no distrito de Hartberg-Fürstenfeld, no estado da Estíria. Tem 38,42 km² de área e sua população em 2019 foi estimada em 2.070 habitantes.